# 胫羽鸟属
胫羽鸟属（学名：Cruralispennia）是反鸟亚纲已灭绝的一个属。唯一已知标本发现于中国早白垩世花吉营组并于2017年被描述。模式种是多齿胫羽鸟（Cruralispennia multidonta），属名在拉丁语中意为“胫骨羽毛”，种名则意为“有很多牙齿的”。正模标本是IVPP 21711，为一具四周带有羽毛印痕的关节半连接骨骼。胫羽鸟生存于距今约1.307亿年前花吉营组的四岔口盆地，与之共存的还有原羽鸟等其它几种反鸟。虽然是已知最早的鸟胸骨类之一，但该属具有数项衍生反鸟类特征及些某类似今鸟型类的奇异特征。胫羽鸟也因具有腿羽而闻名，此前该特征未在任何其它有羽毛动物身上发现。然而，也有人猜测正模标本刚换羽不久，那些不寻常的羽毛只是新长出的羽毛，尚未失去羽轴周围的厚鞘。